# Traian, Brăila
Traian là một xã thuộc hạt Brăila, România. Dân số thời điểm năm 2002 là 3739 người.